# 크리스 벤와
크리스토퍼 마이클 "크리스" 벤와(프랑스어: Christopher Michael "Chris" Benoit 크리스토퍼 마이클 "크리스" 브누아[*], 1967년 5월 21일 ~ 2007년 6월 24일)는 캐나다의 프로레슬러이다. 피니쉬 무브로는 다이빙 헤드벗, 샤프 슈터, 크리플러 크로스 페이스, 트리플 져먼 슈플렉스 등이 있다. 다이빙 헤드벗에 이어 샤프 슈터로 기권을 받아내는 레퍼토리를 주로 애용했다. 벤와는 안타깝게도, 그의 가족을 모두 살해한 후 자살한 것으로 밝혀져 프로레슬링 팬들에게 큰 충격을 주었다.

## 레슬링 커리어
1985년 프로레슬링 무대에 데뷔했으며, 선수 생활 동안 익스트림 챔피언십 레슬링, 신일본 프로레슬링, 월드 챔피언십 레슬링, WWE 등 여러 무대에서 활동하였다. 벤와는 WWE 월드 헤비웨이트 챔피언십와 WCW 월드 헤비웨이트 챔피언십에서 각각 한 차례 우승하여 총 2회 월드 챔피언의 자리에 올랐으며, 빌 골드버그, 부커 T, 빅 쇼와 함께 WWE와 월드 챔피언십 레슬링 주관 대회에서 모두 월드 챔피언의 오른 네 명의 선수 중 한 명이 되었다.
또한 WWE 유나이티드 스테이츠 챔피언십에서 3번 챔피언에 올랐으며, WCW 유나이티드 스테이츠 챔피언십에서도 2번 우승을 차지해 총 5번 정상에 올랐다. 이외에도 역대 12번째 WWE 트리플 크라운 챔피언십과 역대 7번째 WCW 트리플 크라운 챔피언십에 올라 역대 2번째로 WWE와 월드 챔피언십 레슬링 주관 트리플 크라운 챔피언십을 모두 제패한 선수가 되었다.

### WWE 커리어

#### Raw와 스맥다운(2002~2003)
첫 번째 WWE 드래프트에서 빈스 맥마흔은 크리스 벤와를 3번째로 스맥다운에 드래프트했다. 그러나 부상에서 복귀한 후에 Raw에 복귀했다. 부상으로 돌아오자마자 턴힐을 했고, 에디 게레로와 연합했다. 그리고 스티브 오스틴과 대립했다.
벤와는 2004년 로열 럼블에서 우승을 차지했으며, 이 당시 첫 번째로 나와 우승을 차지해 1995년 당시 우승한 숀 마이클스와 함께 로열 럼블에서 가장 먼저 나와 우승을 차지한 선수로 기록되었다. 이외에도 제20회 레슬마니아에 참가하는 등 다수의 페이퍼뷰에서 활약했으며, 브렛 하트, 커트 앵글과 함께 역대 3대 테크니션으로 꼽히기도 한다.

## 수상 사항
- CWA 월드 태그팀 챔피언 1회 - 데이브 타일러 (1회)
- IWGP 주니어 헤비웨이트 챔피언 1회
- Stampede 브리티쉬 코먼웰스 미드 헤비웨이트 챔피언 4회
- Stampede 레슬링 인터내셔널 태그팀 챔피언 4회 - 벤 베이스새럽 (1회), 키스 하트 (1회), 랜스 아이돌 (1회), 비프 웰링턴 (1회)
- UWA 라이트 헤비웨이트 챔피언 1회
- ECW 월드 태그팀 챔피언 1회 - 딘 말렝코 (1회)
- WCW 월드 헤비웨이트 챔피언 1회
- WCW 유나이티드 스테이츠 챔피언 2회
- WCW 월드 태그팀 챔피언 2회 - 딘 말렝코 (1회), 페리 세턴 (1회)
- WCW 월드 텔레비전 챔피언 3회
- WCW 6대 트리플 크라운
- WWE 월드 헤비웨이트 챔피언 (구 버전) 1회
- WWE 인터콘티넨탈 챔피언 4회
- WWE 월드 태그팀 챔피언 (구 버전) 3회 - 크리스 제리코 (1회), 에지 (2회)
- WWE 태그팀 챔피언 (구 버전) 1회 - 커트 앵글 (1회)
- WWE 유나이티드 스테이츠 챔피언 3회
- 2004 로얄 럼블 우승
- WWE 12대 트리플 크라운

## 사망
크리스 벤와는 2007년 6월 24일 자택에서 그의 아내 낸시 벤와(Nancy Benoit), 아들 다니엘 벤와(Daniel Benoit)와 함께 시체로 발견되었다. WWE는 그를 추모하는 특집 방송을 편성했으나 방송이 끝난 지 몇 시간 후 그가 아내와 아들을 질식사시키고 자살했다는 것이 밝혀지면서 WWE 웹사이트에 있던 그에 대한 대부분의 기록을 삭제했다.
한편 그의 시체가 발견되기 몇 시간 전 영어 위키백과에 그의 사망 소식이 먼저 등록된 것이 밝혀져 논란이 일기도 했다.
살인 및 자살의 원인으로는 다음과 같은 설이 제기되었다.
1. 자택에서 발견된 스테로이드(합법적인 처방용)의 부작용으로 인한 우울증이 원인이라는 설
2. 아내와의 불화와 아들의 정신발달장애로 인한 가정문제설
3. 프로레슬러라는 직업으로 인한 만성적인 뇌진탕에 의한 뇌손상이 원인이라는 설(부검결과 뇌가 심각한 손상을 입었고 알츠하이머병 환자와 유사한 상태임이 드러남)

### 그 후의 영향
크리스 벤와의 살인 및 자살 사건은 미국을 엄청난 충격에 빠뜨렸다. 사건 소식은 연일 뉴스를 통해 보도되었고, 의학 전문가 및 프로레슬러들이 TV 토론에 참가하여 원인을 놓고 여러 가지 설을 제기하였다.(주로 스테로이드 문제에만 국한되었다) 이 사건으로 WWE는 미국에서 기업 이미지 및 사회적 신용이 하락하였으며 파산위기까지 오게 되었다. 그 후 소속 선수에 대한 정기적인 약물 테스트와 TV 프로그램의 폭력성과 선정성을 낮추는 방향으로 이어졌다.